# Eslavofilismo
El eslavofilismo o eslavofilia se refiere en general al sentimiento de apego, admiración, o afinidad, hacia los pueblos eslavos. En concreto, el término se utilizó para designar a un grupo de intelectuales en los debates sobre las reformas del Imperio zarista durante la segunda mitad del siglo xix.

## Historia
La contraposición de los pensadores rusos a las reformas liberales de inspiración occidental y al absolutismo zarista fue el semillero de la llamada intelligentsia rusa, grupo de presión que por constituir diferentes enfoques políticos se dividió. De una de estas divisiones surgieron entre otros los eslavófilos, a partir de la segunda mitad del siglo xix. Sus principales fundamentos se basaban en la idea de que el racionalismo grecolatino había contaminado con su apego a las leyes al cristianismo occidental, todo lo contrario a lo ocurrido en la Rusia ortodoxa.

### Orígenes
Sus principales ideólogos fueron Iván Kiréievski, Konstantín Aksákov y Yuri Samarin. El más radical en sus posturas fue Kiréievski, quien defendió siempre la conveniencia de permanecer fieles a la cultura, las creencias y los ideales eslavos. Estos se identificaban con la religión ortodoxa, en contraposición a las demás etnias o pueblos, sobre todo a los europeos germanos (cristianos pero protestantes) y latinos (católicos), así como para justificarse en las guerras contra el Imperio otomano (retomadas en la guerra de Crimea de 1853-1856).
De estos ideales surgió un paneslavismo que se reflejó en la obra de Nikolái Danilevski Rusia y Europa (1869), con numerosas ediciones y que influyó grandemente primero en el absolutismo zarista y posteriormente en el totalitarismo soviético y el nacionalismo ruso.[cita requerida] Sus afirmaciones idealizaban el cristianismo ortodoxo previo a Pedro el Grande, donde se usaba la "Unión Libre" de las personas, que imposibilitaba las individualidades por representar estas un egoísmo puro y occidental.

### Fundamentos
Opuestos a los occidentalistas, consideraban que la solución de los problemas de Rusia estaba en la vuelta a la auténtica tradición prepetrista y a la ortodoxia. Idealizaban el pasado ruso antes de la apertura a Occidente, donde el aislamiento geográfico habría creado una Rusia armónica, sin privilegios, con autoridad pero sin abusos, y ponían el futuro en manos del campesinado redimido, donde Moscú sería el faro de la regeneración del mundo. Fiódor Dostoyevski llevó estos ideales a la más pura de sus expresiones en sus múltiple obras. Todo esto envuelto en un halo mesiánico que pretendía la pureza religiosa rusa.

### Después del Imperio zarista
La idea de superioridad eslava no era el único fundamento de esta ideología; a ella se añadía la creencia en una elección divina de esta raza para dirigir y salvar al mundo, por lo que impulsaban la unificación de los pueblos eslavos. Esta era en el fondo la base sobre que, si bien con otro aparato conceptual, se apoyó también el régimen de la Unión de Repúblicas Socialistas Soviéticas para justificar su política de expansión territorial y de influencia política y cultural directa en los países del bloque del Este, donde se entronizaron Gobiernos comunistas que, a través del Pacto de Varsovia, permitieron la permanencia de tropas soviéticas en sus territorios, lo cual por ende daba pie a la influencia política.
Como corriente antioccidental ha servido de inspiración a corrientes de izquierda en América Latina y Asia, donde se intuye que todo lo occidental, capitalista y protestante es contrario a la evolución natural de los pueblos no pertenecientes a la Europa occidental.[cita requerida]